# Listă de scriitori polonezi
Aceasta este o listă de scriitori polonezi:

## Lista
- (cca. 1465 – după 1529) Biernat din Lublin
- (1503–1572) Andrzej Frycz Modrzewski *poloneză și latină*
- (1505–1569) Mikołaj Rej
- (ca. 1525–1573) Piotr z Goniądza *poloneză și latină*
- (1530–1584) Jan Kochanowski *poloneză și latină*
- (1566–1636) Fabian Birkowski *poloneză și latină*
- (1580–1653) Szymon Okolski *poloneză și latină*
- (1694–1774) Przybysław Dyjamentowski
- (1720–1784) Franciszek Bohomolec *poloneză și latină*
- (1733–1798) Adam Naruszewicz
- (1734–1823) Adam Kazimierz Czartoryski
- (1735–1801) Ignacy Krasicki
- (1746–1835) Izabela Fleming Czartoryska
- (1750–1812) Hugo Kołłątaj
- (1755–1826) Stanisław Staszic
- (1757–1841) Julian Ursyn Niemcewicz
- (1761–1815) Jan Potocki
- (1762–1808) Franciszek Ksawery Dmochowski
- (1765–1809) Cyprian Godebski
- (1768–1854) Maria Wirtemberska
- (1770–1861) Adam Jerzy Czartoryski *poloneză, franceză și rusă*
- (1771–1820) Alojzy Feliński
- (1786–1861) Joachim Lelewel *poloneză și franceză*
- (1787–1861) Antoni Gorecki
- (1791–1835) Kazimierz Brodziński
- (1793–1876) Aleksander Fredro
- (1798–1855) Adam Mickiewicz *poloneză și franceză*
- (1801–1869) Franciszek Ksawery Godebski
- (1801–1876) Seweryn Goszczyński
- (1804–1886) Michał Czajkowski *poloneză și ucraineană*
- (1807–1875) Karol Libelt
- (1809–1849) Juliusz Słowacki
- (1812–1859) Zygmunt Krasiński
- (1812–1887) Józef Ignacy Kraszewski
- (1814–1894) August Cieszkowski
- (1817–1879) Ryszard Wincenty Berwiński
- (1818–1876) Narcyza Żmichowska
- (1819–1890) Agnieszka Baranowska
- (1821–1883) Cyprian Kamil Norwid
- (1829–1901) Lucyna Ćwierczakiewiczowa
- (1838–1897) Adam Asnyk
- (1839–1902) Adolf Dygasiński
- (1841–1910) Eliza Orzeszkowa
- (1846–1916) Henryk Sienkiewicz
- (1847–1912) Bolesław Prus
- (1849–1935) Michał Bobrzyński *poloneză și germană*
- (1852–1930) Kazimierz Bartoszewicz
- (1858–1924) Ludwik Stasiak
- (1860–1921) Gabriela Zapolska
- (1860–1926) Jan Kasprowicz
- (1862–1949) Feliks Koneczny
- (1864–1925) Stefan Żeromski
- (1864–1935) Franciszek Nowicki
- (1865–1940) Kazimierz Przerwa-Tetmajer
- (1867–1925) Władysław Reymont
- (1868-1927) Stanisław Przybyszewski
- (1869–1907) Stanisław Wyspiański
- (1873–1940) Wacław Berent
- (1874–1915) Jerzy Żuławski
- (1874–1941) Tadeusz Boy-Żeleński
- (1876-1938) Aleksander Majkowski
- (1876–1945) Ferdynand Antoni Ossendowski
- (1877/79–1937) Bolesław Leśmian
- (1878–1911) Stanisław Brzozowski
- (1878/79–1942) Janusz Korczak
- (1881–1946) Paweł Hulka-Laskowski
- (1884–1944) Leon Chwistek
- (1885–1939) Stanisław Ignacy Witkiewicz {Witkacy}
- (1885–1954) Zofia Nałkowska
- (1886–1980) Władysław Tatarkiewicz
- (1886–1981) Tadeusz Kotarbiński
- (1887–1936) Stefan Grabiński
- (1889–1968) Zofia Kossak-Szczucka
- (1889–1931) Tadeusz Hołówko
- (1889–1965) Maria Dąbrowska
- (1890–1963) Kazimierz Ajdukiewicz
- (1891-1963) Gustaw Morcinek
- (1891–1945) Maria Pawlikowska-Jasnorzewska
- (1892–1942) Bruno Schulz
- (1893–1970) Roman Ingarden *germană și poloneză*
- (1894–1942) Józef Stefan Godlewski
- (1894–1980) Jarosław Iwaszkiewicz
- (1894–1985) Arkady Fiedler
- (1895–1959) Stanislaw Mlodozeniec
- (1897–1962) Władysław Broniewski
- (1898–1939) Tadeusz Dołęga-Mostowicz
- (1899–1956) Jan Lechoń
- (1900–1966) Jan Brzechwa
- (1901–1964) Sergiusz Piasecki
- (1902–1970) Tadeusz Manteuffel
- (1902–1985) Józef Mackiewicz
- (1902–1995) Józef Maria Bocheński *poloneză, germană și engleză*
- (1904–1969) Witold Gombrowicz
- (1905–1953) Konstanty Ildefons Gałczyński
- (1906–1965) Stanisław Jaśkowski
- (1907–1991) Stanislaw Wygodzki
- (1908–1979) Sydor Rey
- (1908–1995) Helena Bechlerowa
- (1909–1942) Henryka Łazowertówna
- (1909–1966) Stanisław Jerzy Lec
- (1909–1970) Paweł Jasienica
- (1909–1983) Jerzy Andrzejewski
- (1909–1988) Józef Łobodowski
- (1910–2007) Stanisław Dobosiewicz
- (1911–1975) Eugeniusz Żytomirski
- (1911–2004) Czesław Miłosz
- (1912–1990) Adolf Rudnicki
- (1913–1979) Zygmunt Witymir Bieńkowski
- (1913–2005) Józef Garliński
- (1914–1973) Bohdan Arct
- (1915–2006) Jan Twardowski
- (1916–1991) Wilhelm Szewczyk
- (1917–1944) Zuzanna Ginczanka
- (1918–1963) Stanisław Grzesiuk
- (1919–2000) Gustaw Herling-Grudziński
- (1920–2006) Leslaw Bartelski
- (1920–1985) Leopold Tyrmand
- (1920–2005) Karol Wojtyła {Papa Ioan Paul al II-lea}
- (1920–2006) Lucjan Wolanowski
- (1921–1944) Krzysztof Kamil Baczyński
- (1921–2006) Stanisław Lem
- (1922–1951) Tadeusz Borowski
- (1923–2001) Maksymilian Berezowski
- (1923–2003) Władysław Kozaczuk
- (1923–2012) Wisława Szymborska
- (1924–1998) Zbigniew Herbert
- (n. 1924) Jan Przybysław Majewski
- (1926-2015) Tadeusz Konwicki
- (n. 1927) Leszek Kołakowski
- (n. 1928) Roman Frister
- (1929–1994) Zbigniew Nienacki
- (n. 1930) Sławomir Mrożek
- (1932–1957) Andrzej Bursa
- (n. 1932) Joanna Chmielewska
- (1932–2007) Ryszard Kapuściński
- (1934–1969) Marek Hłasko
- (1934–1976) Stanisław Grochowiak
- (1935–1984) Janusz Gaudyn
- (n. 1937) Hanna Krall
- (1938–1985) Janusz A. Zajdel
- (n. 1938) Janusz Głowacki
- (1941–1989) Mirosław Dzielski
- (n. 1941) Leszek Długosz
- (n. 1944) Michał Heller
- (n. 1945) Małgorzata Musierowicz
- (n. 1946) Ewa Kuryluk
- (n. 1947) Edward Dusza *poloneză și engleză
- (n. 1948) Andrzej Sapkowski
- (n. 1949) Aleksandra Ziolkowska-Boehm
- (n. 1950) Mirosława Kruszewska *poloneză și engleză
- (n. 1955) Leszek Engelking
- (n. 1957) Grazyna Miller *poloneză și italiană*
- (n. 1957) Paweł Huelle
- (n. 1957) Agata Tuszynska
- (n. 1957) Grażyna Wojcieszko
- (1958–2005) Tomasz Pacyński
- (n. 1962) Olga Tokarczuk
- (n. 1964) Rafal A. Ziemkiewicz
- (n. 1966) Andrzej Majewski
- (n. 1971) Anna Brzezińska
- (n. 1976) Anna Kańtoch
- (n. 1980) Jacek Dehnel
- (n. 1980) Michał Cholewa
- (n. 1983) Dorota Masłowska
- ? Robert Wegner

## Vezi și
- Leszek Podhorodecki
- Listă de poeți polonezi
- Cultura Poloniei